# Devil's Dyke (Hertfordshire)
Devil's Dyke (El dic del diable) són les restes d'una rasa defensiva prehistòrica que es troba al costat est del poble de Wheathampstead, a Hertfordshire, Anglaterra. Està protegit com a Monument Planificat. Generalment s'accepta haver format part de les defenses d'un assentament de l'edat del ferro pertanyent a la tribu Catuvellauni, poble de la Gran Bretanya Antiga, emparentat amb els gals Catalauni. Té possibles associacions amb la segona invasió de Gran Bretanya de Juli Cèsar, l'any 54 dC.

## Descripció
L'entitat Historic England es refereix al Devil's Dyke com una part d'una estructura encara més gran.
Altres fonts, en canvi, són més específiques a l'hora de valorar quina mena de terraplè és, suggerint que el dic protegeix un costat d'un oppidum, és a dir, un assentament llarg i fortificat de l'Edat de Ferro, que devia abastar unes 40 hectàrees. Als mapes de l'Ordenance Survey, el servei cartogràfic nacional de la Gran Bretanya, l'àrea està marcada com a "Oppidum belga", malgrat que, en realitat, el poble dels catuvellauni que l'habitaven i probablement el construïren, no eren pas belgues, sinó catalauni.
Tot i que estudis arqueològics recents han demostrat la principal rasa del «dic del diable», la part més profunda del que es suposava que eren cunetes defensives, al voltant de l’assentament, era, de fet, l’única part que disposava d’aquestes rasa. Es creia que les cunetes d'altres parts del lloc s'havien perdut a causa de l'erosió, però les proves han demostrat que la resta de l’assentament hauria estat indefendible només per les cunetes i que el que s'havia cregut que eren cunetes eren només fronteres menors que envoltaven la major part de l'assentament, potser per evitar que els animals s'allunyessin en lloc de defensar l'interior de l'atac.
Avui queden dos trams de rasa. La secció oest, adjacent al poble, és el dic del diable. Té uns 30 m d'amplada i 12 m de profunditat al màxim. Una rasa més petita a l'est es coneix com " El Slad ". Un fossat continua la línia de la rasa cap al sud de The Slad. A diferència del Devil's Dyke, el Slad es troba en una propietat privada i no és accessible al públic.

## Història

### Datació
La ceràmica belga es va trobar als anys setanta durant la construcció de la circumval·lació de Wheathampstead, que travessa la part nord de l’oppidum suposat per travessar el riu Lea. Els Catuvellauni sovint estan vinculats a la Gàl·lia Belga. També hi havia una quantitat menor de ceràmica prebelga.

### Conservació i accés
Els visitants són benvinguts a visitar el dic del diable. Segons una placa a una entrada del dic, Lord Brocket va presentar la terra el 1937 amb motiu de la coronació del rei Jordi VI i la reina Isabel.
No es pot accedir a altres parts de les terrestres de Wheathampstead. Segons Historic England, hi ha un risc per al lloc a causa de la llaurada. S'inclou al Registre del Patrimoni en Risc.

### Possible associació amb Juli Cèsar

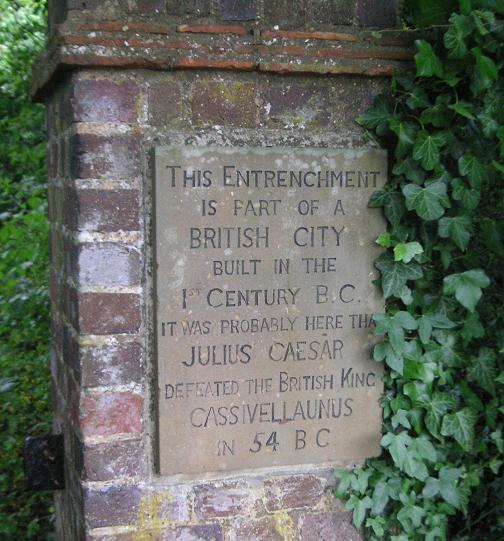
Rètol a l'entrada del Dyke

El lloc és candidat com a lloc fortament defensat on Juli Cèsar va lluitar contra Cassivellaun el 54 aC, tal com es descriu al seu relat de primera mà De Bello Gallico. Hi ha altres possibles ubicacions per a la fortalesa (per exemple, el castell de Ravensburgh, Hexton) i l'evidència històrica no recolza ni refuta la reclamació del Devils Dyke.
La teoria que Wheathampstead va ser atacada per Cèsar va ser recolzada per l'excavació del lloc de Sir Mortimer Wheeler el 1932. El rètol a l'entrada del dic diu que és el lloc probable (basat en les afirmacions de Sir Mortimer), que ha fet que la reclamació es repetís sovint com a fet establert. No hi ha evidències arqueològiques de l'activitat militar del primer segle a Hertfordshire.

## Llocs relacionats
Alguns arqueòlegs, inclosos Cunliffe, suggereixen que els moviments de terres de Wheathampstead estaven connectats amb altres moviments de terres locals, particularment Beech Bottom Dyke, a quatre milles al sud-oest. Aquesta teoria implica un sol moviment defensiu de terra que va del riu Lea al riu Ver i, possiblement, un gran assentament tancat. Les fortificacions van ser erigides probablement pel rei Cunobelin per definir àrees de terra al voltant del seu centre tribal a Verlamion, l'antecessor de la posterior ciutat romana de Verulamium. Loughton Camp segons Roger Nolan (2018) va ser l'anterior campament de marxa utilitzat abans de l'assalt al Devil's Dyke.